# Elyfer Torres
 (octobre 2019).
Le contenu est difficilement compréhensible vu les erreurs de traduction, qui sont peut-être dues à l'utilisation d'un logiciel de traduction automatique.
Elyfer Torres (née le 15 février 1997 à Mexico), est une actrice mexicaine. Son premier rôle majeur a été dans Betty en NY (2019), une telenovela de Telemundo. Même si elle se distinguait auparavant dans des séries comme La rosa de Guadalupe (2012-2017), La Piloto (2018), El secreto de Selena (2018), et Nicky Jam: El Ganador (2018). Torres a commencé sa formation artistique en participant à des ateliers au Centro de Educación Artística de Televisa. plus tard, elle s'est spécialisée dans le cinéma à la renommée New York Film Academy de Los Angeles ; de retour au Mexique pour continuer sa formation à l'école CasAzul of Argos, elle a finalement terminé sa formation en danse classique à la Royal Academy of Dance en Angleterre.
Actuellement[Quand ?], elle entretient une relation avec le musicien Sebastián Romero.